# Långsjön, Skälsätra-Tutviken
Långsjön är en avlång insjö som bildar gräns mellan Skälsätra i Tyresö kommun och Tutviken jämte Gudö i Haninge kommun. Sjön, vars äldre namn var Tutviken, ingår i Tyresåns sjösystem. Namnet fortlever i ett på 2000-talet växande samhälle längs sjöns södra strand. Nästan mitt i Långsjön ligger Solön. Kring sjön och då framförallt på den norra sidan, liksom i de östra- och västra mynningarna, finns ett antal värn från första och andra världskriget. Vid norra stranden i Skälsätra har det funnits en festplats med dansbana, nu omgiven av villabebyggelse.
Sjöns västra tillrinning kommer från Drevviken via Gudöån och avrinning mot öster sker via Gammelströmmen till Tyresö-Flaten. Därifrån forsar flödet över Tyresö kvarn- och industrispillror i gamla Wättingeströmmen vid Nyfors och vidare till Albysjön. Från Albysjön delar sig vattnet i två flöden, det ena går genom det branta Uddbyfallet och det andra genom Fatburen och Follbrinkströmmen, innan det slutligen utfaller i Kalvfjärden, en inre vik av Östersjön. Och där på en höjd i mynningens delta ligger Tyresö slott.

## Stockholms fasta försvar
Ovanför Gudöåns utlopp i Långsjöns nordvästra del ligger resterna av Måndalsfortet, en u-formad och väl dold försvarsanläggning som är belägen på en låg klippa nedanför Måndalshöjden. Måndalsfortet ingick i den Södra Fronten som anlades strax före och under första världskriget. Södra Fronten och Norra Fronten, även kallade Korvlinjen, fungerade som viktig länkar inom Stockholms Fasta Försvar. En av de mest välbevarade anläggningarna är Måndalsfortet som började byggas 1903. Ytterligare en imponerande anläggning och den absolut största av dem alla, ligger norr om Gammelströmmen och överst på Skälsätraberget.

## Delavrinningsområde
Långsjön ingår i delavrinningsområde (656869-163878) som SMHI kallar för Utloppet av Långsjön. Medelhöjden är 42 meter över havet och ytan är 7,95 kvadratkilometer. Räknas de 19 avrinningsområdena uppströms in blir den ackumulerade arean 217 kvadratkilometer. Avrinningsområdets utflöde Tyresån (Kålbrinksströmmen) mynnar i havet. Avrinningsområdet består mestadels av skog (33 procent). Avrinningsområdet har 0,29 kvadratkilometer vattenytor vilket ger det en sjöprocent på 3,6 procent. Bebyggelsen i området täcker en yta av 5 kvadratkilometer eller 63 procent av avrinningsområdet.